# Coupe du monde B de combiné nordique 2001
Navigation
1999 — 2000 2001 — 2002
| \| Val di Fiemme Klingenthal Liberec Karpacz Chaux-Neuve Taivalkoski Mo i Rana \| Les sites des compétitions (manquent Salt Lake City et Calgary) |
| Val di Fiemme Klingenthal Liberec Karpacz Chaux-Neuve Taivalkoski Mo i Rana                                                                       |

La coupe du monde B de combiné nordique 2000 — 2001 fut la onzième édition de la coupe du monde B de combiné nordique, compétition de combiné nordique organisée annuellement de 1991 à 2008 et devenue depuis la coupe continentale.
Elle s'est déroulée du 8 décembre 2000 au 17 mars 2001, en 19 épreuves.
Cette coupe du monde B a débuté aux États-Unis, dans la station de Salt Lake City (Utah) et a fait étape au cours de la saison au Canada (Calgary),
en Italie (Val di Fiemme),
en Allemagne (Klingenthal),
en République tchèque (Liberec),
en Pologne (Karpacz),
en France (Chaux-Neuve),
en Finlande (Taivalkoski),
pour s'achever en Norvège, à Mo i Rana.
Une épreuve aurait dû avoir lieu à Baiersbronn (Allemagne) mais fut remplacée par une épreuve supplémentaire dans le Val di Fiemme.
Cette onzième édition de la Coupe du monde B a donné lieu à une nouveauté : la première épreuve par équipes de cette compétition. Elle fut également le lieu de la première victoire slovène de l'histoire de cette compétition : celle d'Andrej Jezeršek à Salt Lake City le 12 décembre 2000.
Cette Coupe du monde B a été remportée par le norvégien Jan Rune Grave.

## Format
La compétition se dispute sur 19 épreuves sur toute la saison à travers le monde (essentiellement en Europe), chaque épreuve rapporte des points aux compétiteurs selon leurs classements. Le leader de la coupe du monde porte un dossard vert. Les compétiteurs prennent part aux différents types de course : le sprint, l'individuel Gundersen et pour la première fois une compétition par équipes.
La distance de l'épreuve de ski de fond varie entre 7,5 km et 15 km. Les points de chaque épreuve sont distribués de la façon suivante :
| Place  | 1er | 2e | 3e | 4e | 5e | 6e | 7e | 8e | 9e | 10e | 11e | 12e | 13e | 14e | 15e | 16e | 17e | 18e | 19e | 20e | 21e | 22e | 23e | 24e | 25e |
| ------ | --- | -- | -- | -- | -- | -- | -- | -- | -- | --- | --- | --- | --- | --- | --- | --- | --- | --- | --- | --- | --- | --- | --- | --- | --- |
| Points | 31  | 27 | 24 | 22 | 21 | 20 | 19 | 18 | 17 | 16  | 15  | 14  | 13  | 12  | 11  | 10  | 9   | 8   | 7   | 6   | 5   | 4   | 3   | 2   | 1   |

## Classement général
| Rang | Nom                          | Points |
| ---- | ---------------------------- | ------ |
| 1    | Jan Rune Grave               | 229    |
| 2    | Kris Erichsen                | 227    |
| 3    | Andrej Jezeršek              | 205    |
| 4    | Michal Pšenko                | 183    |
| 5    | Ralf Adloff                  | 179    |
| 6    | Takanori Hagiwara            | 173    |
| 7    | Marcel Höhlig                | 166    |
| 8    | Jouni Kaitainen              | 165    |
| 9    | Antti Kuisma                 | 163    |
| 10   | Wilhelm Denifl Chris Holland | 152    |
| 12   | Nicolas Bal                  | 142    |

## Calendrier
| Date                  | Épreuve        | Vainqueur                                              | Deuxième                                                | Troisième                                                             |
| 1 — 3. Salt Lake City |                |                                                        |                                                         |                                                                       |
| 8/12/2000             | K90 / 7,5 km   | Matt Dayton                                            | Jochen Strobl                                           | Denis Tyszagine                                                       |
| 9/12/2000             | K90 / 15 km    | Johnny Spillane                                        | Denis Tyszagine                                         | Matt Dayton                                                           |
| 12/12/2000            | K120 / 10 km   | Andrej Jezeršek                                        | Denis Tyszagine                                         | Johnny Spillane                                                       |
| 4 — 5. Calgary        |                |                                                        |                                                         |                                                                       |
| 15/12/2000            | K114 / 7,5 km  | Denis Tyszagine                                        | Jan Rune Grave                                          | Mikko Keskinarkaus                                                    |
| 17/12/2000            | K114 / 7,5 km  | Épreuve annulée                                        | Épreuve annulée                                         | Épreuve annulée                                                       |
| 17/12/2000            | K98 / 15 km    | Kris Erichsen                                          | Andrej Jezeršek                                         | Chris Holland                                                         |
| 6. Baiersbronn        |                |                                                        |                                                         |                                                                       |
| 13/01/2001            | K90 / 15 km    | Épreuve annulée, remplacée par celle de Val di Fiemme  | Épreuve annulée, remplacée par celle de Val di Fiemme   | Épreuve annulée, remplacée par celle de Val di Fiemme                 |
| 6 — 7. Val di Fiemme  |                |                                                        |                                                         |                                                                       |
| 15/01/2001            | K90 / 15 km    | Marc Frey                                              | Sylvain Guillaume                                       | Pavel Churavý                                                         |
| 16/01/2001            | K90 / 15 km    | Antti Kuisma                                           | Mikko Keskinarkaus                                      | Gen Tomii                                                             |
| 8 — 9. Klingenthal    |                |                                                        |                                                         |                                                                       |
| 20/01/2001            | K90 / 10 km    | Matthias Looß                                          | Ralf Adloff                                             | Halldor Skard                                                         |
| 21/01/2001            | K90 / 3 x 5 km | Allemagne I- Marc Frey - Matthias Menz - Matthias Looß | France- Rémy Trachsel - Nicolas Bal - Sylvain Guillaume | Allemagne II- Christian Beetz - Björn Kircheisen - Matthias Mehringer |
| 10. Karpacz           |                |                                                        |                                                         |                                                                       |
| 25/01/2001            | K90 / 15 km    | Pavel Churavý                                          | Björn Kircheisen                                        | Jan Rune Grave                                                        |
| 11 — 12. Liberec      |                |                                                        |                                                         |                                                                       |
| 26/01/2001            | K120 / 7,5 km  | Amund Johnsen                                          | Wilhelm Denifl                                          | Jan Rune Grave                                                        |
| 27/01/2001            | K120 / 15 km   | Marcel Höhlig                                          | Sylvain Guillaume                                       | Gen Tomii                                                             |
| 13 — 14. Chaux-Neuve  |                |                                                        |                                                         |                                                                       |
| 2/03/2001             | K90 / 15 km    | Andrej Jezeršek                                        | Ronny Heer                                              | Milan Kučera                                                          |
| 4/03/2001             | K90 / 7,5 km   | Andrej Jezeršek                                        | Kris Erichsen                                           | Marcel Höhlig                                                         |
| 15 — 16. Taivalkoski  |                |                                                        |                                                         |                                                                       |
| 10/03/2001            | K90 / 7,5 km   | Jan Rune Grave                                         | Antti Kuisma                                            | Marcel Höhlig                                                         |
| 11/03/2001            | K90 / 15 km    | Marcel Höhlig                                          | Nicolas Bal                                             | Ralf Adloff                                                           |
| 17. Mo i Rana         |                |                                                        |                                                         |                                                                       |
| 17/03/2001            | K90 / 10 km    | Wilhelm Denifl                                         | Ralf Adloff                                             | Ola Morten Græsli                                                     |